# Marissa Mayer
Marissa Ann Mayer (Wausau Wisconsin, 30 de mayo de 1975) es una ingeniera en informática y directiva estadounidense. Fue ejecutiva durante mucho tiempo, líder en usabilidad y portavoz clave de Google (empleada número 20).  Se desempeñó como presidenta y directora ejecutiva de Yahoo! de 2012 a 2017, cuando se vendió a Verizon. Posteriormente, Mayer cofundó Sunshine, una startup tecnológica.

## Biografía
Nació el 30 de mayo de 1975 en Wausau, Wisconsin, Estados Unidos. Sus padres fueron Margaret Mayer, una profesora de arte de ascendencia finlandesa. y Michael Mayer, un ingeniero ambiental que trabajaba para compañías de agua.  Su abuelo, Clem Mayer, tuvo polio a los siete años y fue alcalde de Jackson (Wisconsin), durante 32 años. Tiene un hermano menor. Más tarde se describiría a sí misma como "extremadamente tímida" de niña y adolescente.
Cuando asistía a la escuela secundaria Wausau West, Mayer estaba en el equipo de curling y en el equipo de baile de precisión. Se destacó en química, cálculo, biología y física. Participó en actividades extracurriculares, llegando a ser presidenta del club de español de su escuela secundaria, tesorera del Key Club, capitana del equipo de debate y capitana del escuadrón de pompones.
Su equipo de debate de la escuela secundaria ganó el campeonato estatal de Wisconsin y el equipo de pompones fue subcampeón estatal. Durante la escuela secundaria, trabajó como empleada de supermercado. Después de graduarse de la escuela secundaria en 1993, Mayer fue seleccionada por Tommy Thompson, entonces gobernador de Wisconsin, como uno de los dos delegados del estado para asistir al Campamento Nacional de Ciencias Juveniles en Virginia Occidental.
Con la intención de convertirse en neurocirujano pediátrico, Mayer tomó clases de premedicina en la Universidad de Stanford. Más tarde cambió su orientación a sistemas simbólicos, una especialización que combinaba filosofía, psicología cognitiva, lingüística y ciencias de la computación. Mayer se graduó con honores en Stanford con una licenciatura en sistemas simbólicos en 1997,  y una máster en informática en 1999. En ambas titulaciones, se especializó en inteligencia artificial. Para su tesis de licenciatura, desarrolló un software de recomendación de viajes que asesoraba a los usuarios en un lenguaje humano con un sonido natural.
En 2009, el Instituto de Tecnología de Illinois concedió a Mayer un doctorado honoris causa en reconocimiento a su labor en el campo de los motores de búsqueda en Internet.
Mayer realizó prácticas en SRI International en Menlo Park, California, y en Ubilab, el laboratorio de investigación de UBS con sede en Zúrich, Suiza. Tiene varias patentes en inteligencia artificial y diseño de interfaces.

## Trayectoria
Después de graduarse de Stanford, Mayer recibió 14 ofertas de trabajo, incluyendo un trabajo de profesora en la Universidad Carnegie Mellon y un trabajo de consultoría en McKinsey & Company.

### Google 1999-2012
Se unió a Google en 1999 como el empleado número 20.  Empezó escribiendo código y supervisando pequeños equipos de ingenieros, desarrollando y diseñando las ofertas de búsqueda de Google. Se hizo conocida por su atención al detalle, lo que la ayudó a conseguir un ascenso a gerente de producto, y más tarde se convirtió en directora de productos web para el consumidor. Se convirtió en una de las caras más conocidas de Google, haciendo diversas entrevistas de prensa y apareciendo en actos como portavoz de la compañía. Supervisó el diseño de la conocida y sencilla página de inicio de búsqueda de Google.
Ha impartido clases de introducción a la programación informática en Stanford a más de 3.000 estudiantes. La universidad le ha otorgado los premios Centennial Teaching y Forsythe en reconocimiento a su valiosa contribución a la enseñanza universitaria.
El 16 de julio de 2012, Mayer fue nombrada Presidenta y Directora ejecutiva de Yahoo!.
El 9 de enero de 2017 anunció oficialmente la renuncia a su puesto en Yahoo (lo que ocurrirá tras su compra por parte de Verizon) para crear Lumi Labs junto a Enrique Muñoz Torres, una compañía con sede en Palo Alto centrada en la inteligencia artificial aplicada a las aplicaciones de consumo.

### Yahoo! 2012-2017
El 16 de julio de 2012, Mayer fue nombrada presidenta y directora ejecutiva de Yahoo!, cargo que entró en vigor al día siguiente. Ya era miembro de la junta directiva de la compañía. Algunas de las políticas de gestión de Mayer fueron criticadas por The New York Times y The New Yorker.
El 20 de mayo de 2013, Mayer llevó a Yahoo! a adquirir Tumblr por 1100 millones de dólares. En julio de 2013, Yahoo! informó de una caída de los ingresos, pero de un aumento de las ganancias en comparación con el mismo período del año anterior. En septiembre de 2013, se informó de que el precio de las acciones de Yahoo! se había duplicado en los 14 meses transcurridos desde el nombramiento de Mayer. Sin embargo, gran parte de este crecimiento puede atribuirse a la participación de Yahoo! en la empresa china de comercio electrónico Alibaba Group, adquirida antes del mandato de Mayer.  
En 2016, el valor de Tumblr había caído 230 millones de dólares. En febrero de 2016, Mayer confirmó que Yahoo! estaba considerando la posibilidad de vender su negocio principal. En marzo de 2017, se informó que Mayer podría recibir un paquete de rescisión de $23 millones tras la venta de Yahoo! a Verizon. Mayer anunció su renuncia el 13 de junio de 2017. Durante su tiempo en Yahoo!, recibió un total de $239 millones, principalmente en acciones y opciones sobre acciones.

### 2018- Actualidad
Tras dejar Yahoo! en 2017, Mayer fundó Lumi Labs junto con su excolega Enrique Muñoz Torres. La empresa, con sede en Palo Alto, se centra en la inteligencia artificial y los medios de comunicación para el consumidor. El 18 de noviembre de 2020, Mayer anunció que Lumi Labs cambiaría su nombre a Sunshine al mismo tiempo que anunciaba su primer producto: Sunshine Contacts. Sunshine Contacts afirma mejorar los contactos de iPhone y Google de los usuarios  mediante algoritmos inteligentes, datos de contacto, fuentes públicas y más.  En noviembre de 2024, Sunshine lanzó la aplicación Shine, una plataforma para compartir fotos con inteligencia artificial.

## Reconocimientos
En febrero de 2013, la revista Forbes realizó una investigación para identificar a los directores ejecutivos menores de 40 años de las empresas más importantes de EE. UU., Mayer fue seleccionada por tener 38 años y por ser Directora ejecutiva de Yahoo!.